# Tomás Campuzano y Aguirre

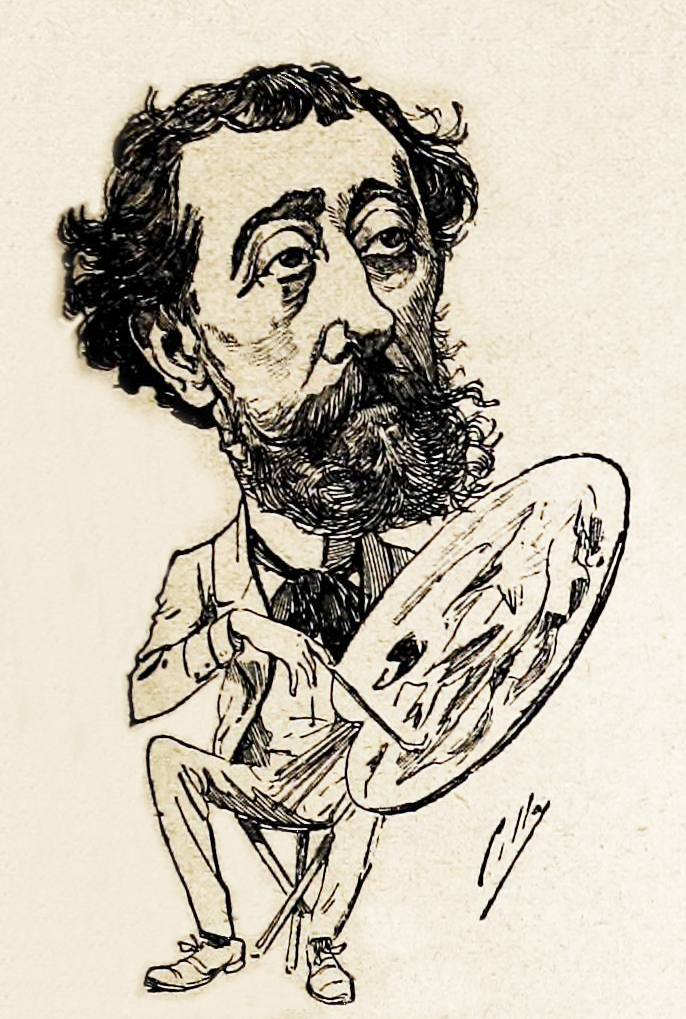
Tomás Campuzano retratado hacia 1892 por Ramón Cilla

Tomás Campuzano y Aguirre (Santander, 5 de enero de 1857-Becerril de la Sierra, 9 de agosto de 1934) fue un pintor, acuarelista y grabador español, entusiasta del plenairismo, especializado en temas de paisaje realista y marinas.

## Biografía

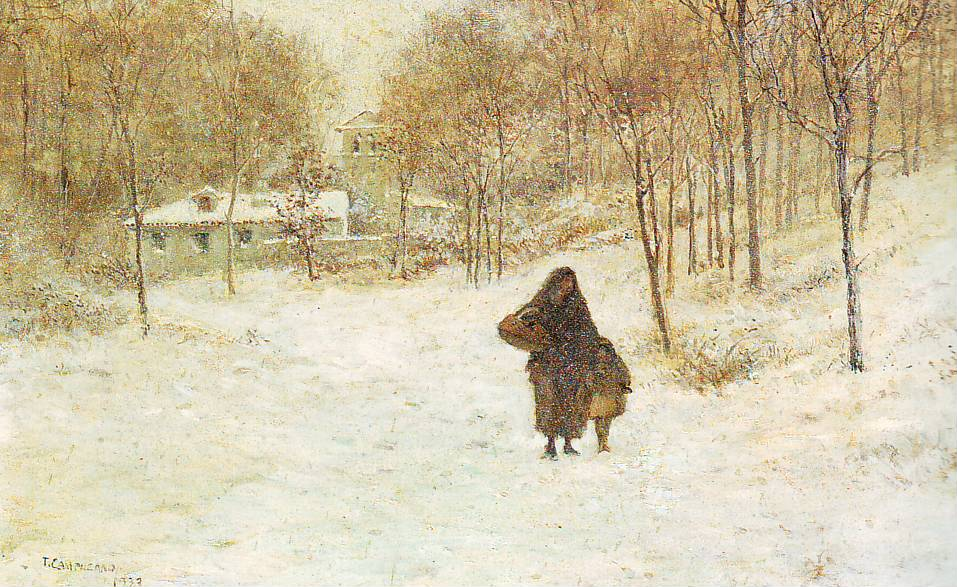
Becerril bajo la nieve (1933), el último lienzo de Tomás Campuzano y Aguirre.

Nacido en una familia de la burguesía santanderina, hijo de Carlos Campuzano Watkins, y de Amanda Aguirre. Único chico entre cinco hermanas.
Pensionista en Vitoria, estudiante de Derecho en Madrid y alumno en la Escuela especial de Pintura, Escultura y Grabado de esa capital. Quedó redimido del servicio militar por pago de cuotas; y con veintidós años sacó la licenciatura y entró a trabajar en la Dirección General de Tesoro Público (empleo que abandonaría tres años después).
Empieza a exponer a partir del año 1880. Se relaciona con miembros de la colonia artística de Muros y viaja por Asturias, Galicia y Portugal. En 1886 es incluido en la Comisión Española que visitó las obras del Canal de Panamá como corresponsal de La Ilustración Española y Americana. En 1893 sustituye a Bartolomé Maura y Montaner como administrador de la Calcografía Nacional.

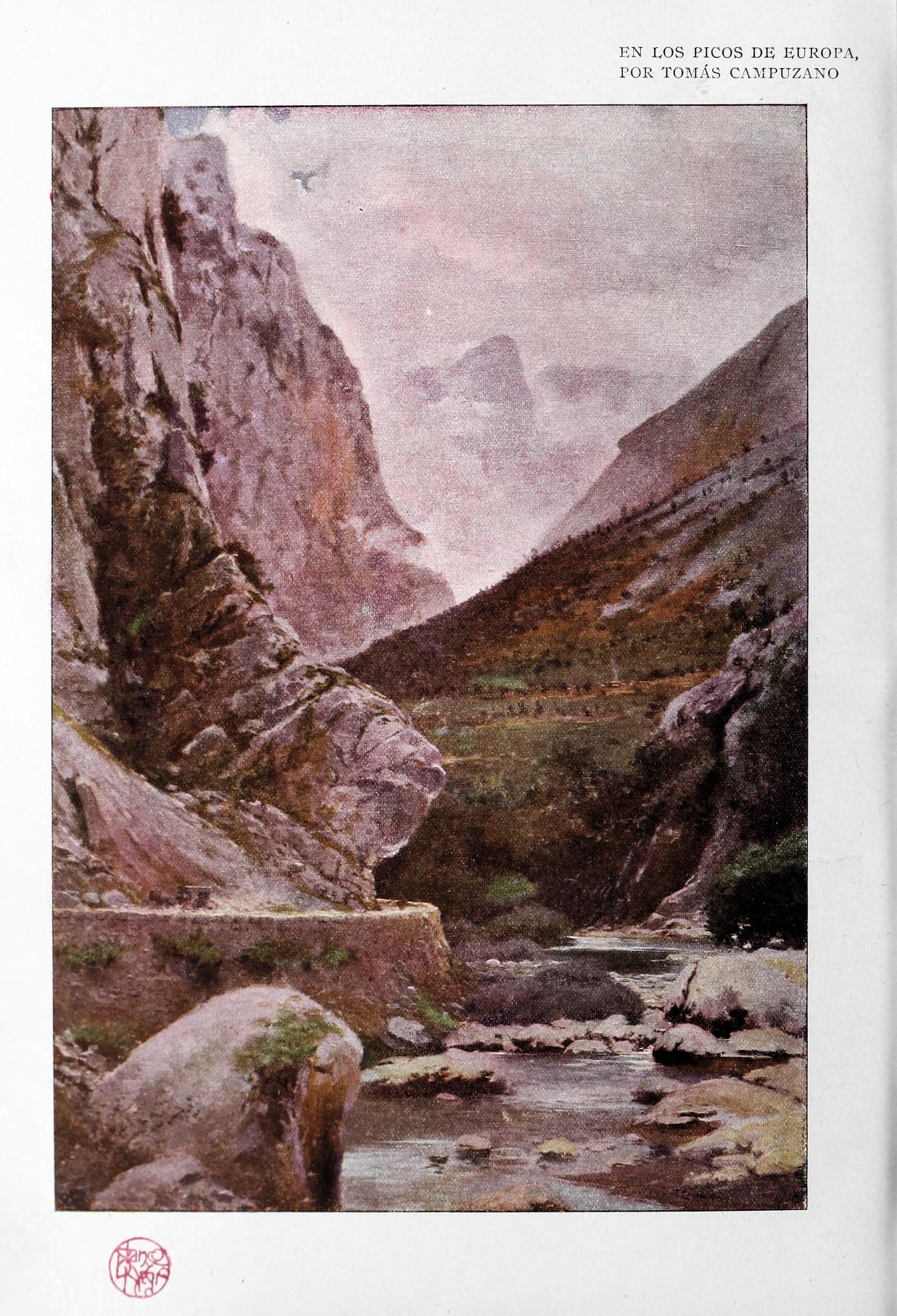
«En los Picos de Europa», de Tomás Campuzano (Blanco y Negro, 5 de diciembre de 1903).

Pasa largas temporadas desde 1913 en Becerril de la Sierra, donde dicho año comienza a escribir e ilustrar la obra inédita Serranas, cuaderno de 148 páginas de coplas y dibujos, que no daría por concluido hasta 1927. Muere en ese pueblo en el verano de 1934.  Su esposa, la también santanderina Eufemia Ibáñez Líbano y madre de sus cinco hijos, moriría un año después.

## Obras
- El río Tajo en Lisboa (1884) (depositado en la Universidad de Santiago de Compostela).
- Ribera de Cudillero (1885) (depositado en la Universidad de Santiago de Compostela).
- La Maliciosa (Sierra del Guadarrama) (1908).
- Puerto de Pasajes. San Sebastián. (1923)